# Línea 22 (Avanza Zaragoza)
La línea 22 es una línea regular diurna de Avanza Zaragoza que realiza el recorrido comprendido entre el barrio de Las Fuentes y el barrio de La Bombarda de la ciudad de Zaragoza (España).
Tiene una frecuencia media de 12 minutos.

## Recorrido

### Sentido Bombarda
Rodrigo Rebolledo, Jorge Cocci, Asalto, Paseo Echegaray y Caballero, San Vicente de Paúl, Plaza España, Plaza Aragón, Paseo Pamplona, Paseo María Agustín, Avenida Anselmo Clavé, Santander, Plaza Roma, Duquesa Villahermosa, Vía Univérsitas, Gómez Laguna, Vía Hispanidad, Ramón J. Sénder, Vicente Blanco García.

### Sentido Compromiso de Caspe
Vicente Blanco García, Biarritz, Vía Hispanidad, Gómez Laguna, San Juan Bosco, Tomás Bretón, García Sánchez, Duquesa Villahermosa, Santander, Avenida Anselmo Clavé, Paseo María Agustín, Paseo Pamplona, Plaza Aragón, Plaza España, Coso, Alonso V, Asalto, Jorge Cocci, Compromiso de Caspe, Rodrigo Rebolledo

## Historia
La línea 22, fue la segunda línea de autobús creada en Zaragoza, ésta fue creada en el año 1961. A lo largo de su historia ha tenido los siguientes recorridos:
- TENERÍAS-SALAMANCA
- COMPROMISO DE CASPE-SALAMANCA
- COMPROMISO DE CASPE-AVENIDA GÓMEZ LAGUNA
- COMPROMISO DE CASPE-BOMBARDA
- LAS FUENTES-BOMBARDA

En el año 2010, la línea 22, fue la novena más usada en todo el año. Y también, en ese mismo año, se le asignaron a la línea, 14 vehículos. En cuanto a los vehículos asignados en esta línea, en los 90 era habitual ver circular coches de la serie 200 (Renault Pr.100 Hispano C.VOV-II) y de la serie 900 (Mercedes-Benz Hispano C. VOV-II o-405). Más adelante, en la Durante más de una década la línea 22 estuvo servida por los coches de la serie 1000 (Renault Citybus Hispano P.K.D) que circularon en esta línea prácticamente toda su vida útil. Estuvieron asignados durante muchos años los coches 1030 a 1042. A partir de 2012 y hasta la llegada de los primeros autobuses híbridos a la ciudad en 2015 solían estar asignados vehículos de la serie 500 y 600 (Irisbus Iveco CityClass Hispano Habit). Actualmente podemos encontrar asignados en la línea los Volvo 7900 e Ivecos CityClass Hispano Habit, de la antigua serie 600, que actualmente está remunerada por ser flota ADO-Avanza Bus)